# Masters de Hamburgo 1990
El Abierto de Hamburgo de 1990 fue un torneo de tenis jugado sobre tierra batida, que fue parte de las Masters Series. Tuvo lugar en Hamburgo, Alemania, desde el 7 de mayo hasta el 14 de mayo de 1990.

## Campeones

### Individuales
Juan Aguilera vence a  Boris Becker, 6–1, 6–0, 7–6,

### Dobles
Sergi Bruguera /  Jim Courier vencen a  Udo Riglewski /  Michael Stich, 7–6, 6–2